# Giuseppe Giliberto
Giuseppe Giliberto (Calascibetta, 18 gennaio 1927 – Caltanissetta, 6 agosto 1989) è stato un politico italiano.
Medico di professione, ricoprì per tre volte la carica di sindaco di Caltanissetta.

## Carriera
Entra in consiglio comunale in occasione delle elezioni comunali del 22 novembre 1964, eletto consigliere nelle liste della Democrazia Cristiana. Nel settembre 1972 il sindaco Raimondo Collodoro si dimette per aver ricevuto minacce mafiose, e Giliberto viene eletto suo successore dal consiglio comunale. Giliberto guida una giunta quadripartitica (DC, PSI, PRI e PLI) fino al 30 marzo 1974, quando passa il testimone, seppur temporaneamente, al nuovo sindaco Giuseppe Sapia, al quale, infatti, succede già un anno dopo, nel marzo 1975. Il secondo mandato tuttavia dura solo per pochi mesi, terminando nel luglio dello stesso anno per via delle elezioni per il rinnovo del consiglio comunale. 
Viene eletto nuovamente sindaco dal consiglio comunale nell'agosto 1980, carica che manterrà per poco meno di due anni; gli succederà Rudy Maira.
Rimane in consiglio comunale fino alla sua morte, nell'agosto 1989, un mese prima della fine naturale del suo mandato.